# Fomitopsis epileucina
Fomitopsis epileucina är en svampart som först beskrevs av Albert Pilát, och fick sitt nu gällande namn av Ryvarden & Gilb. 1993. Fomitopsis epileucina ingår i släktet Fomitopsis och familjen Fomitopsidaceae.   Inga underarter finns listade i Catalogue of Life.